# Refik Saydam
Refik Ibrahim Saydam (Istanbul, 8 settembre 1881 – Istanbul, 8 luglio 1942) è stato un politico turco.

## Biografia
Dal gennaio 1939 al luglio 1942 è stato Primo ministro della Turchia. 
Di professione medico, era rappresentante del Partito Popolare Repubblicano ed era di religione islamica sunnita.
Inoltre è stato Ministro dell'interno dal novembre 1938 al gennaio 1939, Ministro della salute per tre periodi (dal marzo 1921 al dicembre 1921, dall'ottobre 1923 al novembre 1924 e dal marzo 1925 all'ottobre 1937) e Ministro dell'educazione nazionale per due periodi (nel settembre 1930 e dall'agosto all'ottobre 1933).